# Kena (Egyiptom)
Kena vagy Kiná (arabul: قنا, nyugati átírással: Qena, Qina) város Egyiptomban, a Nílus-völgyében. Az azonos nevű kormányzóság székhelye.  
Lakossága mintegy 230 ezer fő volt 2012-ben.
Ipari és kereskedelmi központ. Vasúti csomópont az észak-déli vonal (Kairó-Asszuán) és a keleti vonal (a Vörös-tenger felé) között.
Az ókor óta jelentős település mert a közelben vezetett egy fontos karavánútvonal a Hammamat-vádi mentén a Vörös-tengerhez. Továbbá a környéken kő- és aranybányák is voltak. Az antik korban Kaine (ógörög Καινή) továbbá Maximianopolis néven is ismert volt.
A várostól kb. 7 km-re DNy-ra található a híres denderai Hathor-templom.

## Fordítás
Ez a szócikk részben vagy egészben  a   Qena című angol Wikipédia-szócikk fordításán alapul.  Az eredeti cikk szerkesztőit annak laptörténete sorolja fel. Ez a jelzés csupán a megfogalmazás eredetét és a szerzői jogokat jelzi, nem szolgál a cikkben szereplő információk forrásmegjelöléseként.